# Пуповац
Пуповац је српско презиме, настало од именице пупољак. Презиме се односи на богати средњовјековни род који се на подручју Задарске жупаније ширио у неколико породичних огранака. Познате особе са овим презименом су:
- Милорад Пуповац, хрватско-српски политичар и лингвиста